# Corroboration Gumboot Dance Company
Die Corroboration Gumboot Dance Company ist ein Gummistiefel-Tanz-Ensemble aus Ratanda, einem der Townships von Heidelberg in Südafrika. Die Gruppe der Township-Jugendlichen im Alter von zehn bis 20 Jahren entwickelte sich aus einer Jugendgruppe heraus. Ihre Musik verbindet Stilelemente traditioneller Tänze mit Hip-Hop.
Das Ensemble steht seit 1999 unter der Leitung des jungen Choreografen Mandoza Radebe (* 24. Januar 1984), der 2006 die Abschlussklasse eines technischen Kollegs besucht. Ziel der Gruppe ist nicht nur die Freude am Tanz und der Wunsch nach kulturellem Ausdruck, sondern auch ein sozialpolitisches Engagement, um die Kinder von der Straße zu holen, wo Drogen und Kriminalität ihr Schicksal wären. Dabei wird versucht, ihnen Bildung zu geben und dadurch eine längerfristige Perspektive zu eröffnen.
Die Gruppe probt fünf Mal wöchentlich – pro Tag etwa zwei Stunden – unter freiem Himmel vor dem Bürgerbüro Ratandas. Radebe und seine Tänzer haben bisher 13 Shows produziert und schon viele lokale und regionale Preise gewonnen.
Corroboration Dance kam mit ihrem Programm „Shosholoza“ auf ihrer ersten Europatournee im Herbst 2006 nach Deutschland. Sie traten in Münster, im Theaterhaus Stuttgart, in der südafrikanischen Botschaft in Berlin und auch in ihrer Partnerstadt Heidelberg am Neckar auf. Außerdem hielten sie zahlreiche Workshops in Schulen ab. 